# Bataille de Talagam
Insurrection de Boko Haram
La bataille de Talagam se déroule lors de l'insurrection de Boko Haram.

## Déroulement
Après avoir pris la ville de Damasak le 17 mars, les armées tchadiennes et nigériennes font mouvement sur Talagam, une commune située sur la route de Malam Fatori. Talagam est prise le 29 mars et selon l'armée tchadienne, 54 djihadistes sont tués tandis que les pertes des militaires sont de 2 morts et 15 blessés,. 